# Ivan Todorović
Ivan Todorović est un footballeur serbe né le 29 juillet 1983 à Belgrade en Yougoslavie. Il évolue au poste de milieu de terrain.

## Palmarès
- Coupe de Serbie : 2015